# Villa Steidele

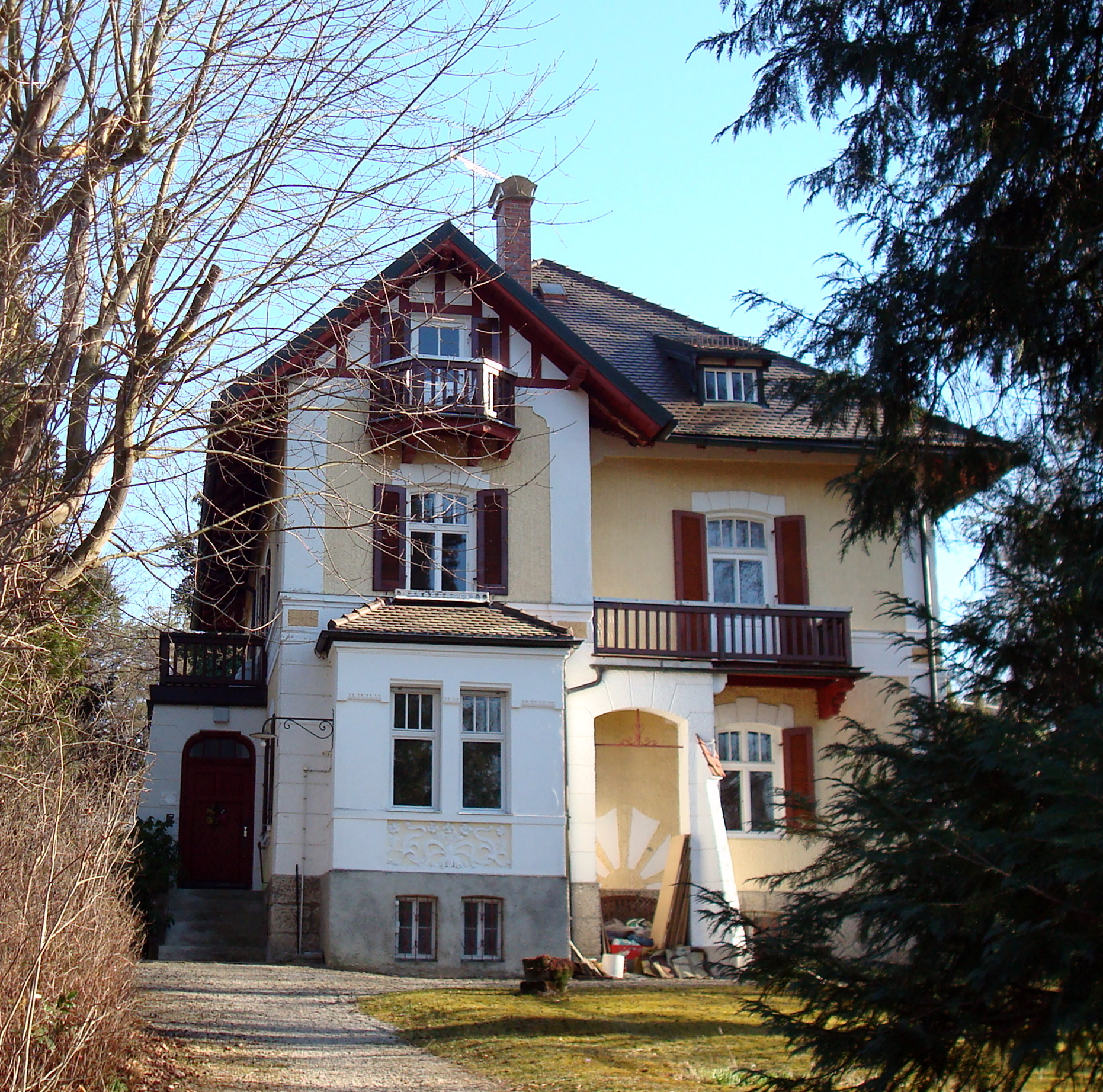
Villa Steidele in Feldafing

Die Villa Steidele in Feldafing, einer Gemeinde im oberbayerischen Landkreis Starnberg, wurde 1904 errichtet. Die Villa an der Parkstraße 8 ist ein geschütztes Baudenkmal.
Der zweigeschossige Walmdachbau im Reformstil mit Giebelrisalit an der Südseite und Zwerchgiebel mit Hochbalkon an der Westseite, mit Erkern und Putzgliederungen wurde vom Baumeister Johann Steidele errichtet.